# Jacksonville (Illinois)
Jacksonville è un comune degli Stati Uniti d'America, situato in Illinois, nella contea di Morgan, della quale è anche il capoluogo.